# Haarlemmerliede
Haarlemmerliede is een dorp in de gemeente Haarlemmermeer, en voorheen Haarlemmerliede en Spaarnwoude. Het dorp ligt ten oosten van Haarlem, in de Nederlandse provincie Noord-Holland. Het dorp wordt gevormd door een lintbebouwing langs de Liedeweg parallel aan de Liede.

## Geschiedenis

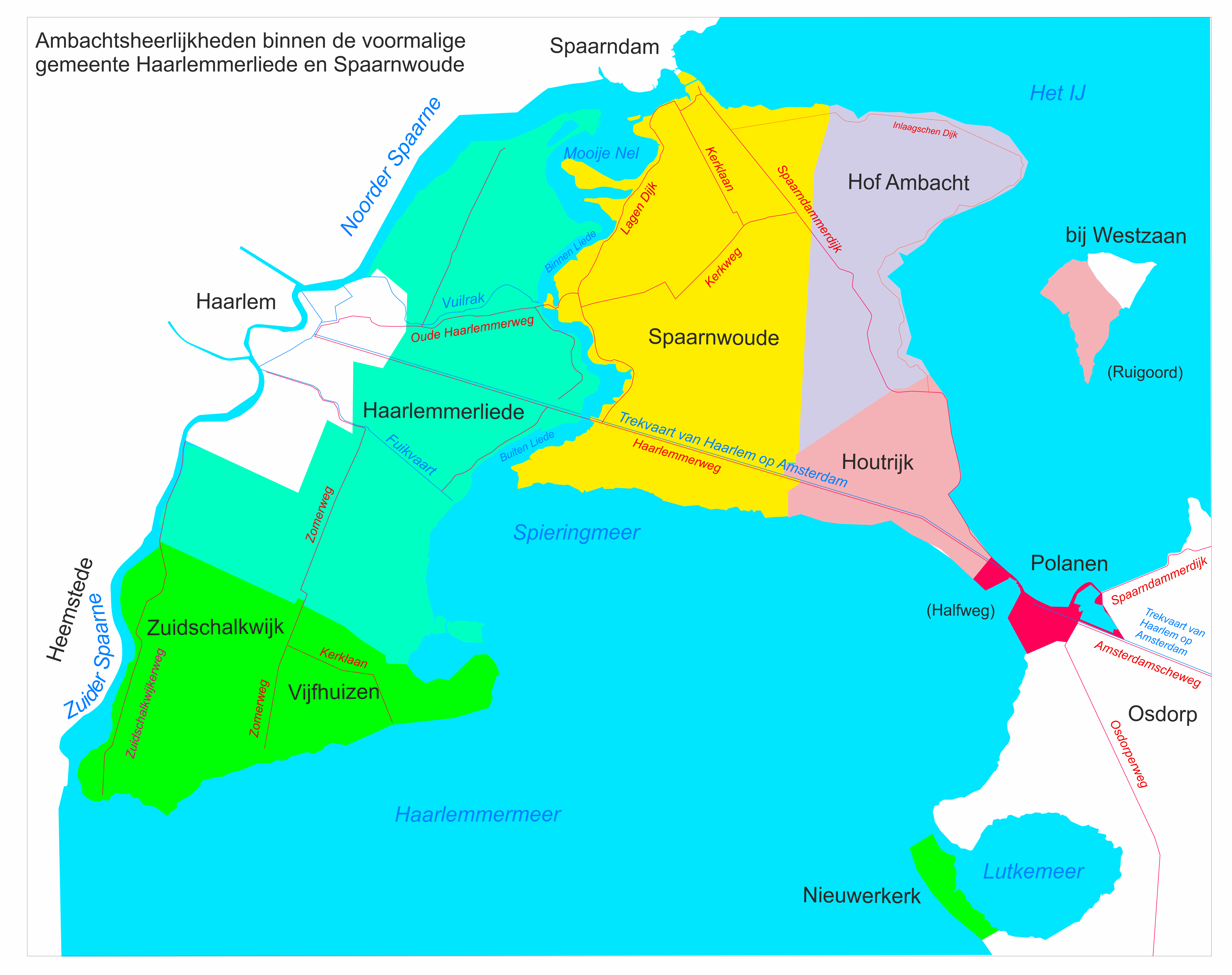

De heerlijkheid Haarlemmerliede maakte deel uit van het Baljuwschap Brederode.
Haarlemmerliede behoorde waarschijnlijk oorspronkelijk tot het Haarlemmerambacht.  Na de 13e eeuw is dit ambacht uiteengevallen en is Haarlemmerliede een afzonderlijke ambachtsheerlijkheid geworden, met een eigen plaatselijk bestuur. Onder Haarlemmerliede valt ook Noord-Schalkwijk..Dit laatst genoemde ambacht is vermoedelijk in de 15e eeuw bij Haarlemmerliede gevoegd. Hoewel soms gesproken wordt van Haarlemmerliede en Noord-Schalkwijk, betekent dit niet dat het een soort unie was tussen twee gerechten. Het gerecht bestond uit de schout en vijf schepenen 

In 1722 stierf het huis Brederode uit en de bezittingen en de rechten van het huis Brederode vielen aan de Staten van Holland. Nog hetzelfde jaar verkochten de Staten van Holland Haarlemmerliede aan Paulus Loot (overleden 17-10-1753). Deze Paulus Loot kocht nog meer heerlijkheden, waarvan de belangrijkste Zandvoort is. Een aantal kleinere heerlijkheden, Akendam, Schoten, Haarlemmerliede en Hof Ambacht droeg hij over aan zijn zoon Paulus Loot, de Jongere die overleed op 31-8-1745, dus eerder dan zijn vader. Hij werd toen in Haarlemmerliede opgevolgd door zijn tweede dochter Catharina Ida Loot van Schoten (1737 geboren in Amsterdam).
Na de uitroeping van de Bataafse Republiek in 1795 werd de ambachtsheerlijkheid  een zelfstandige gemeente. Nadat Nederland in 1810 deel was gaan uitmaken van het keizerrijk Frankrijk werd per 1 januari 1812 Haarlemmerliede samen met . Hof Ambacht, Houtrijk en Polanen en Zuid-Schalkwijk bij Spaarnwoude gevoegd.
Na de verdrijving van de Fransen en de stichting van het koninkrijk der Nederlanden werden de meeste Franse hervormingen tenietgedaan. Per 1 mei 1817 werden Haarlemmerliede, Houtrijk en Polanen en Zuid-Schalkwijk weer zelfstandig. Hof Ambacht echter niet, dat werd bij de gemeente Haarlemmerliede gevoegd. De gemeente Haarlemmerliede werd op 8 september 1857 samengevoegd met Spaarnwoude tot de gemeente Haarlemmerliede en Spaarnwoude.
Deze gemeente werd ook wel aangeduid als Haarlemmerliede, Noordschalkwijk en Hofambacht (ook 'Noord-Schalkwijk'). Sinds 1 januari 2019 valt het dorp onder de gemeente Haarlemmermeer.

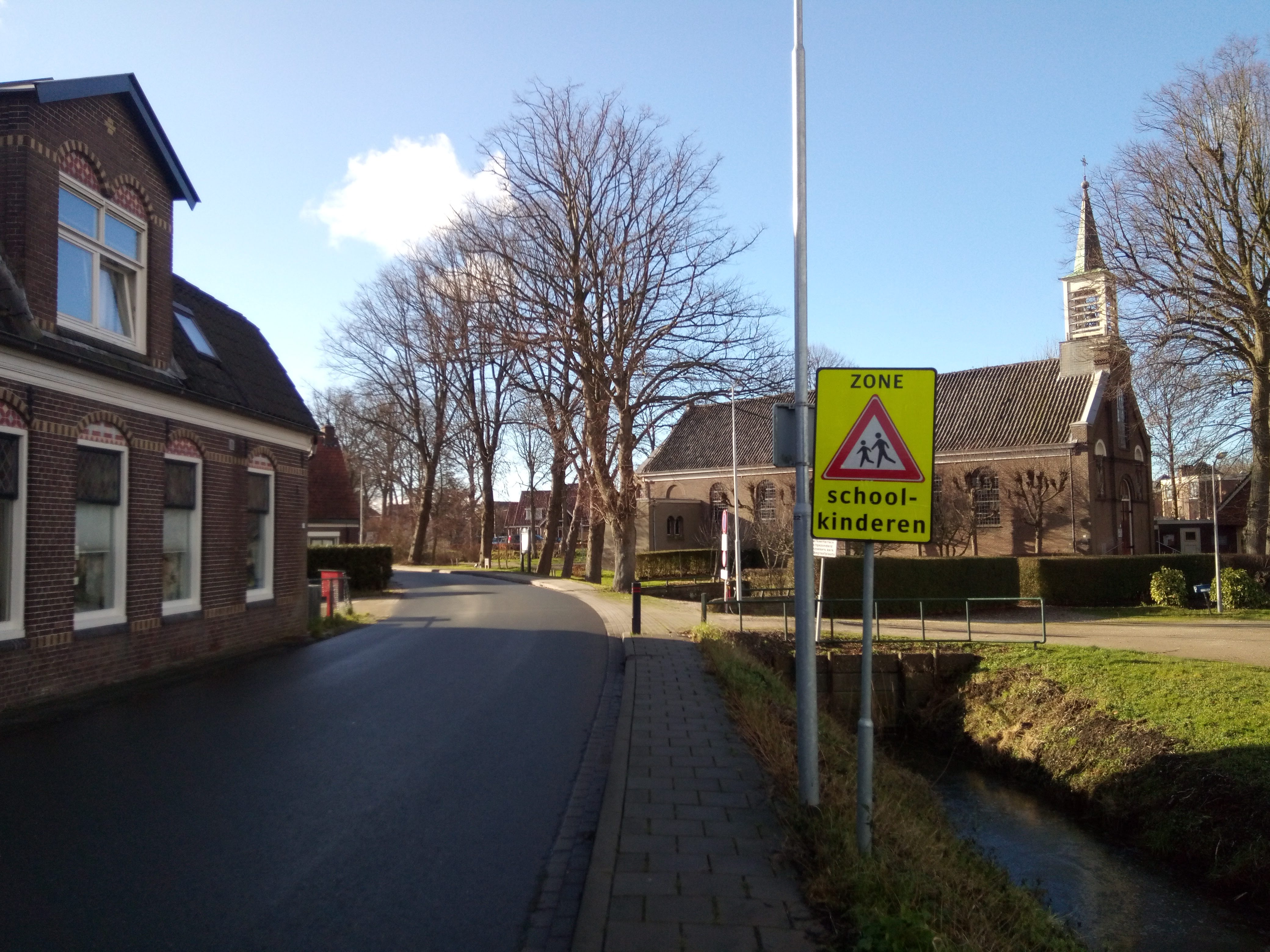
Dorpsplein van Haarlemmerliede

In Haarlemmerliede staat de rooms-katholieke Sint-Jacobus de Meerderekerk.

## Geboren in Haarlemmerliede
- Barend Biesheuvel (5 april 1920 - 29 april 2001), premier van Nederland (1971-1973)
- Cornélie Huygens (1848-1902), schrijfster en feministe

## Externe links

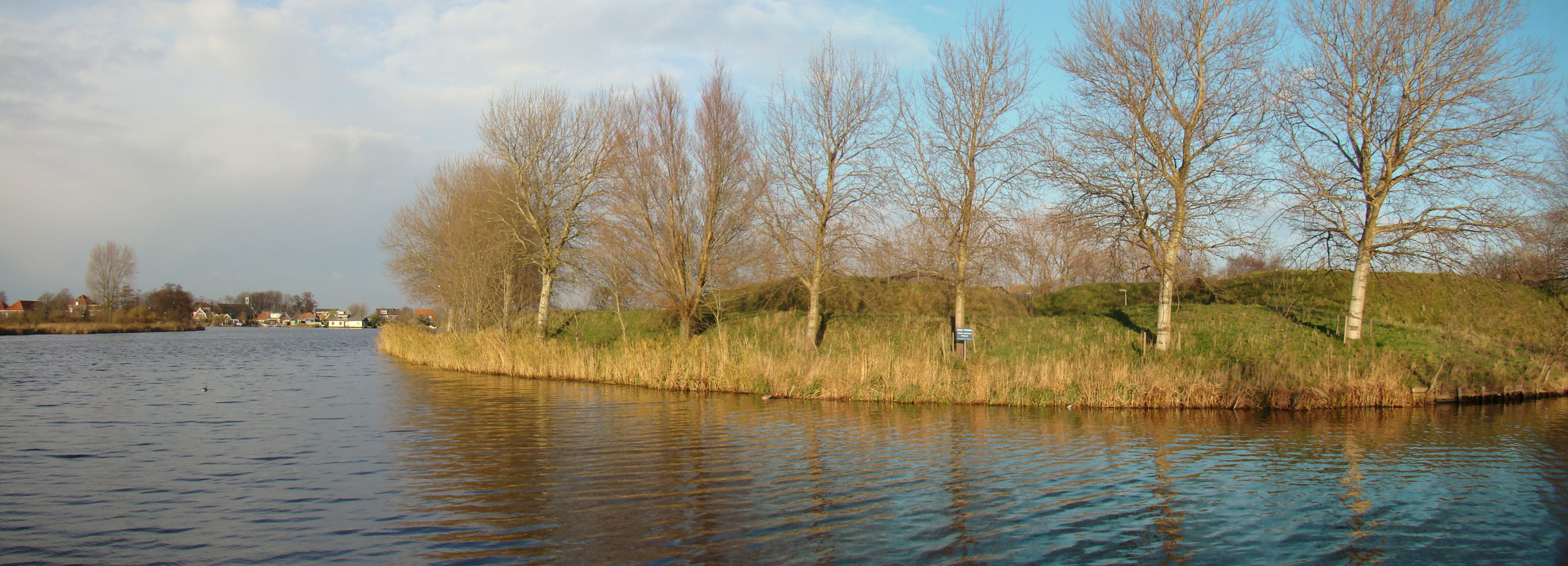
Fort aan de Liede, op de achtergrond het dorp Haarlemmerliede